# Entre sábanas
Entre sábanas es una película dramática y romántica colombiana de 2008 dirigida por Gustavo Nieto Roa y protagonizada por la actriz mexicana Karina Mora y el actor colombiano Marlon Moreno.
Esta película narra la historia de Roberto y Paula, una pareja de desconocidos que se encuentra en una discoteca y termina en un hotel, donde iniciarán una relación inicialmente marcada por el sexo. Sin embargo, sin querer, ambos empezarán a involucrarse en la vida privada del otro, descubriendo dolorosos secretos.

## Reparto
- Karina Mora como Paula
- Marlon Moreno como Roberto